# Füstölő

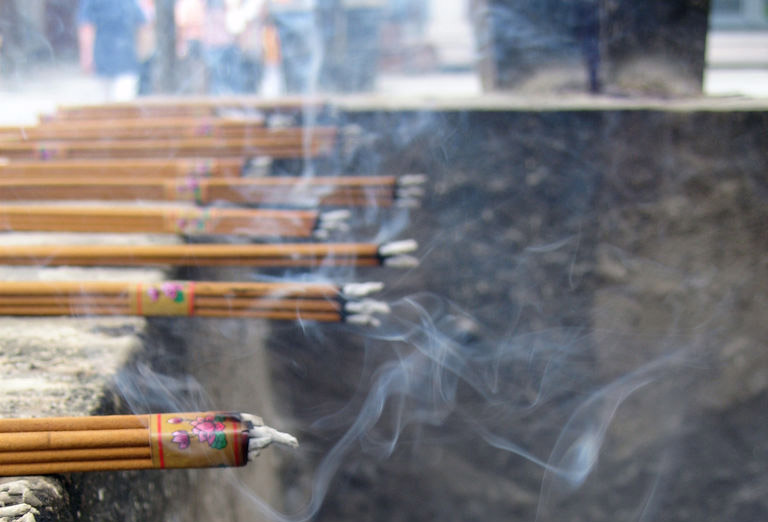
Égő füstülők a Longhua templomban.

A füstölő olyan eszköz, amely füstöt termel. Többnyire aromatikus biotikus anyagot bocsát ki, mely meggyújtva illatanyagokat juttat a levegőbe. A kifejezést az anyagra és az aromára is használják. Füstölőt használhatnak vallási kultuszhoz, aromaterápiához, meditációhoz, a méhészetben stb. Használható egyszerű  dekorációként vagy szúnyogriasztóként is.
A füstölők alapanyaga általában aromatikus növényi részek, melyekhez esetleg illóolajat adnak. A füstölők alakja a mögötte rejtőző kultúra függvénye. Formájára hatással van a fejlődő technológia valamint az egyre elterjedtebb használat is.
A füstölőknek két formáját különböztetjük meg: a közvetlenül égőt és a közvetetten égőt. A nem közvetlenül égő saját maga nem képes égni, független hőforrásra van szüksége. A közvetlenül égő formájában a láng világítja meg, ami egyszer kifúj, és parázs marad helyette. Ilyenkor lehet érezni a füstös illatot. A direkt égő változat vagy egy bambusz rúd köré kent kenőcs, vagy egy kúp köré befújt anyag.

## Méhészetben
A füstölő fontos méhészeti eszköz a felzúduló méhcsalád lecsillapítására. Itt a füstölő egy hengerből áll, melyben a parázs található, egy markolatból, és ritkábban egy fújtatóból. Füstölő anyag lehet: kukoricacsutka, taplógomba, gyékény buzogánya stb.

## Vallási kultuszokban
A füstölő számos vallási kultusznál az ősidők óta előfordul. Alakja különböző lehet; tartón, állványon nyugvó, vagy csészealakú, láncokon függő stb. A katolikus egyházban használt füstölő háromágú láncon lógó díszesen kiképzett lyukacsos edény. 

## Füstölő fajtái
A füstölőket több tulajdonságuk alapján is tudjuk csoportosítani. Az alábbiakban alakjuk és ehhez kapcsolódva használati múdjuk alapján csoportosítjuk őket.

### Füstölőpálcák
Talán ezek a legismertebb füstölők, legtöbb embernek a füstölőpálca jut eszébe a füstölőről. 

### Folyékony füst kúpfüstölők
Ezek a folyékony füst kúpfüstölök, csakis akkor adnak látványosságot, ha a hozzájuk készült speciális kúpfüstölőkbe tesszük. A “folyékony füst” típusú füstölők és az ezekhez ajánlott állványok speciális kialakítása eredményezni a látványos, gomolygó, csordogáló füstöt. A füstölőkúp alján kialakított lyuk (Innét lehet felismerni) lehetőséget ad arra, hogy a meggyújtott illatkúp alján távozzon a füst. Ez kombinálódik az állványok nagyon egyedi kialakításával: ha a meggyújtott kúpot az állvány nyílására helyezzük, ezen a nyíláson keresztül kezd lefelé áramlani a füst arra, amerre az állvány kialakítása azt tereli. Így alakul ki a látványos füstlépcső vagy ahogyan még hívni szokták vízesésfüst, visszaáramló füst.